# Beni Mellal (província)
Beni Mellal é uma província de Marrocos, que pertence administrativamente à região de Beni Mellal-Quenifra cuja capital é Beni Mellal.

## Características geográficas
Superfície: 4 528 km²
População total: 550 678 habitantes (em 2014)

### Divisão administrativa
A província de Beni Mellal está dividida em 4 municípios e 4 círculos (que por sua vez se dividem em 18 comunas).

#### Municípios
- Beni Mellal
- El Ksiba
- Tédula (Kasba Tadla)
- Zaouiat Cheikh

#### Círculos
- Beni Mellal
- Aghbala
- El Ksiba
- Tédula

#### Comunas
- Fquih Ben Salah
- Oulad Ayad
- Souk Sebt Oulad Nemma